# Butan-2-ol
Le butan-2-ol ou sec-butanol est un des isomères du butanol. C'est un alcool secondaire, et une molécule chirale, présentant donc 2 énantiomères, appelés classiquement (R)-butan-2-ol et (S)-butan-2-ol. On le trouve en général sous la forme d'un racémique.
Le butan-2-ol est utilisé comme solvant, mais aussi comme intermédiaire chimique (synthèse de la butanone par exemple), ou dans certains détergents.
La plupart des esters issus du butan-2-ol sont volatils et dégagent un parfum agréable. Ils sont d'ailleurs beaucoup utilisés pour les arômes artificiels comme l'odeur de banane[réf. nécessaire], et en parfumerie.
Le butan-2-ol est synthétisé dans l'industrie par hydratation de la double liaison du but-2-ène.